# Aron Tyran
Aron Tyran (rum. Aron Tiranul; zm. 1597) – hospodar Mołdawii, w latach 1591–1592 i 1592–1595, z rodu Muszatowiczów.
Był nieślubnym synem hospodara Aleksandra IV Lăpușneanu. Tron mołdawski objął w 1591, gdy w wyniku rozruchów chłopskich do ucieczki z kraju został zmuszony Piotr Kulawy. Wobec jego rządów ukształtowała się silna opozycja, szukająca oparcia w Polsce. W 1592 został nawet chwilowo obalony przez bojarów (po zamordowaniu kilkunastu kupców żydowskich, u których wcześniej się zadłużył), bardzo szybko został jednak przywrócony na tron przez Imperium Osmańskie. W 1594 odwrócił się jednak od Turcji i zawarł sojusz z hospodarem wołoskim Michałem Walecznym. Obaj hospodarowie, wsparci przez siły habsburskie w końcu 1594 wystąpili przeciwko Turcji, początkowo odnosząc liczne sukcesy (Mołdawianie zdobyli m.in. utracone przed dziesięcioleciami miasta nadmorskie Kilię, Białogród i Bendery, a nawet wkroczyli do Dobrudży). Pozycja Arona jednak chwiała się wobec intryg księcia siedmiogrodzkiego Zygmunta Batorego i wzrostu popularności dowódcy sił walczących z Turkami, Stefana Răzvana – w efekcie Aron, znienawidzony wskutek ucisku podatkowego został obalony i uwięziony w Siedmiogrodzie, gdzie wkrótce zmarł.